# Luděk Brož (Theologe)
Luděk Brož (* 2. Mai 1922 in Prag; † 20. August 2003 ebenda) war ein tschechischer evangelischer Theologe, Journalist, Herausgeber, Übersetzer, Verleger, Pfarrer der Evangelischen Kirche der Böhmischen Brüder und Hochschullehrer.

## Leben
Nachdem er sein Abitur an einem Gymnasium in Prag-Vršovice (1941) abgelegt hatte, besuchte er illegale theologische Kurse, die vom Synodalrat (SR) seiner Kirche organisiert wurden. Zugleich arbeitete er zeitweise als Diakon und Religionslehrer in Prag (1941–1942) sowie in Prag-Libeň (1943–1945). Von 1945 bis 1949 studierte er Theologie an der Evangelischen Theologischen Hus-Fakultät von Prag und an der Universität von Straßburg. Parallel dazu absolvierte er ein Studium an der Philosophischen Fakultät der Karls-Universität von Prag. Hier befasste er sich mit der Philologie semitischer Sprachen bei Bedřich Hrozný.
Seit 1949 war er als Sekretär des Synodalrates der Evangelischen Kirche der Böhmischen Brüder für die Ausbildung von Laienarbeitern und in Jugendarbeit tätig. 1972 wurde er zum Assistenzprofessor ernannt und leitete deren Abteilung. Von 1976 bis zu seiner Pensionierung (1. März 1990) war er hier ordentlicher Professor, von 1988 bis 1990 war er Dekan der Evangelisch-Theologischen Comeniusfakultät.
Brož war nicht nur als Lehrer und Forscher anerkannt, sondern überzeugte auch durch journalistische, publizistische, übersetzungs- und organisatorische Arbeit. Bereits als Student gab er die Wochenzeitung Kostnické jiskry („Konstanzer Funken“) (1946–1949) heraus, in der er die Brüder-Bibliothek und die Brüder-Schule für die Einheit gründete. In den folgenden Jahren leitete er das Magazin Bible a kalich („Bibel und Kelch“), das Bulletin der evangelischen Kirche in der Tschechoslowakei (1954–1959) und die Theologische Quartalszeitschrift des Ökumenischen Instituts der Evangelisch-Theologischen Comeniusfakultät „Communio viatorum“ (1958–1990). Von 1969 bis 1990 war er verantwortlicher Redakteur, später Direktor des Kalich-Verlags der Brüderkirche. Als Emeritus veröffentlichte er vierteljährlich die Themen „Metanoia“ (seit 1991) und 1993/2002 seine tschechische Variante unter dem Titel „Czech Metanoia“.
Besonders entwickelte Brož im Zusammenhang mit seiner Arbeit in der Christlichen Friedenskonferenz (CFK) Aktivitäten bei der Entwicklungshilfe, insbesondere der ehemaligen frankophonen Kolonialstaaten. Zusammen mit Andrej Ziak besuchte er im Frühjahr 1961 Kirchen in 16 afrikanischen Staaten. Er lud sie ein, zur bevorstehenden Ersten „Allchristlichen Friedensversammlung“ der CFK nach Prag zu kommen.

## Ehrungen
- 1986 verlieh ihm die Université de Genève (Schweiz) den Ehrendoktor der Theologie für sein soziales und ökumenisches Engagement.

## Veröffentlichungen

### Schriften
- Versteckter Saatgärtner: Václav Kleych. Prag: Kalich, 1945
- Es ist kein Märchen und es ist schon so lange her. Železný Brod: Brüderliche Schule, 1948
- Evangelium heute, Prag: Kalich, 1974
- Wort – Mensch – Welt (zusammen mit Josef Bohumil Souček). Prag: Kalich 1982
- Das Evangelium heute. Delhi: Indische Gesellschaft zur Förderung des christlichen Wissens, 1984

### Aufsätze
- Verschiedenes. Domino J. B. Soucek Theologiae Doctori Quae Alumni Annorum Tribulationis Memoriamque Gratorum Animorum Dicant Censecrantque: Eine Sammlung von Papieren gewidmet doc. Dr. dr. J. B. Souček. Prag: Verein der Hörer Husovy MS. Evangelische Theologische Fakultät, 1946
- Von der Reformation bis zur Gegenwart, in: Von der Reformation bis zum Morgen (Verfahren, andere Autoren Amedeo Molnar, Bohuslav Pospíšil, Josef Bohumil Soucek, Josef Lukl Hromadka; Hrsg. L. B.). Prag: Zentraler Kirchenverlag, 1956
- Einzige Zukunft: Dokumentarfilm von der Tagung der Christlichen Friedenskonferenz (zusammen mit Dušan Čapek). Prag: Christliche Friedenskonferenz, 1960
- Über Zivildienst: Eine Reihe von Aufsätzen über den Evangelischen Weg der Böhmischen Brüder. Prag: Kalich, 1981
- Allein durch den Glauben: eine Reihe von theologischen Aufsätzen aus der Deutschen Demokratischen Republik (Mitherausgeber der Aufsätze von Gerhard Bassarak). Prag: Kalich, 1986
- Zeugnis und Dienst: eine Sammlung von Studien und Texten der Ungarischen reformierten Kirche (Mitherausgeber Juraj Bándy und Imrich Peres). Prag: ÚCN, 1986

### Übersetzungen ins Tschechische
- Oscar Cullmann: Die Lehren Christi im Neuen Testament. Praha: Synodni rada CCE, 1957
- George Casalis. Karl Barth: Leben und Werk. Prag: Kalich 1967
- Oscar Cullmann: Christologie des Neuen Testaments: 1943/4 Vortrag. Prag: Kalich 1976
- Karl Barth: Der Weg von Karl Barth. Einführung in die evangelische Theologie (mit Samuel Verner). Prag: Kalich, 1988
- Ivan Steiger: Die Bibel in Zeichnungen: Texte aus dem Alten und Neuen Testament in der Ökumenischen Übersetzung. Prag: Biblische Gesellschaft, 1990
- Daniel James Adams: Über Kulturen hinweg Theologie: Westliche Reflexionen in Asien. Prag: Metanoia Press, 1999
- Jan Amos Comenius: Ein Muss. Prag: Kalich, 1999

### Studien, Artikel und Rezensionen
Sie wurden insbesondere in folgenden Publikationen veröffentlicht:
- Bibel und Kelch
- Communio viatorum
- Tschechische Metanoia
- Tschechischer Bruder
- Konstanz Funken
- Křesťanská-Revue
- Metanoia
- Protestantische Kirche in der Tschechoslowakei
- Jahrbuch der Evangelisch-Theologischen Fakultät von Comenius 1975, 1990
- Theologia evangelica
- Theologischer Anhang der christlichen Revue